# The Lost Symbol (TV-serie)
The Lost Symbol (även benämns Dan Brown's The Lost Symbol) är en amerikansk action- och dramaserie som hade premiär den 16 september 2021 på Peacock. Första säsongen bestod av 10 avsnitt. I januari 2022 meddelades att serien ska läggas ned. Serien är baserad på Dan Browns roman Den förlorade symbolen från 2009. Serien kommer att visas på Viaplay med start 7 november 2023.

## Handling
Serien kretsar kring en ung Robert Langdon (Ashley Zukerman) som av CIA får i uppdrag att lösa ett antal dödliga pussel när hans mentor Eddie Izzard) blir bortförd.

## Rollista i urval
- Ashley Zukerman - Robert Langdon
- Eddie Izzard - Peter Solomon
- Valorie Curry - Katherine Solomon
- Beau Knapp - Mal'akh
- Rick Gonzalez - Alfonso Nuñez
- Sumalee Montano - Inoue Sato
- Raoul Bhaneja - Nicholas Bastin
- Laura de Carteret - Isabel Solomon
- Keenan Jolliff - Zachary Solomon
- Sammi Rotibi - agent Adamu
- Tyrone Benskin - Warren Bellamy
- Greg Bryk - Ellison Blake
- Steve Cumyn - Jonathan Knopp
- Mark Gibbon - Samyaza